# Leucophellinus irpicoides
Leucophellinus irpicoides är en svampart som först beskrevs av Bondartsev ex Pilát, och fick sitt nu gällande namn av Bondartsev & Singer 1944. Leucophellinus irpicoides ingår i släktet Leucophellinus och familjen Schizoporaceae.   Inga underarter finns listade i Catalogue of Life.